# Alone in New York (film 1912)
Alone in New York è un cortometraggio muto del 1912 diretto da Ashley Miller. Secondo episodio del serial What Happened to Mary?.

## Trama
Arrivata in una piccola città portuale, Mary sale sul treno che la porterà a New York. A bordo, attira l'attenzione di un tipo dall'aspetto appariscente che comincia a parlare con lei. Non sapendo come comportarsi, la ragazza è intimidita, ma il conduttore del treno interferisce, dicendo all'uomo - che è però riuscito a darle un biglietto da visita - di lasciarla in pace e di farsi gli affari suoi.

A New York, Mary resta completamente stravolta dalla grande città. Si siede in un parco, cercando sul giornale annunci per un alloggio. Vicino a lei siede una ballerina di fila senza lavoro e senza un soldo che, quando Mary si alza per andare a chiedere un'informazione a un poliziotto, non resiste a prenderle la borsetta. Il poliziotto pensa che sia una ladra e sta per arrestarla, ma Mary, vedendo lo sguardo terrorizzato della ragazza, rinuncia alla sua borsa, pur di non farla arrestare.

Sta calando la sera: affamata e stanca, Mary cammina per le strade della metropoli finché non arriva davanti a una chiesa dove passa la notte. La mattina, alla ricerca di un lavoro, si ricorda del biglietto del giovane del treno e decide di andare a chiedergli un lavoro. Lui è entusiasta di rivederla e le offre una colazione in un ristorante bohémien, dove Mary rivede la ragazza della borsa. Questa, che la riconosce immediatamente, si alza e insiste per portarla via da quel locale che definisce malfamato nonostante le proteste del giovane accompagnatore. La porta così a casa sua, un umile alloggio dove però Mary trova di che rifocillarsi e un letto per riposare.

## Produzione
Il film fu prodotto dalla Edison Company.

## Distribuzione
Distribuito dalla General Film Company, il film - un cortometraggio in una bobina - uscì nelle sale cinematografiche statunitensi il 27 agosto 1912.